# جورج ميتشل
جورج جون ميتشل (بالإنجليزية: George J. Mitchell)‏ (20 أغسطس 1933 -)، سياسي أمريكي. هو ابن حارس مبنى إيرلندي - أمريكي تبنته عائلة لبنانية وأم مهاجرة من لبنان هي ماري سعد، ينتمي إلى الحزب الديمقراطي. وكان عضو في مجلس الشيوخ وشغل فيه منصب رئيس الأغلبية وذلك من 1989 إلى 1995. تولى رئاسة شركة والت ديزني في الفترة من مارس 2004 حتى كانون الثاني / يناير 2007. وهو مستشار في جامعة كوينز في بلفاست إيرلندا الشمالية.
في 22 يناير 2009 عين مبعوث خاص للشرق الأوسط وذلك في بداية عهد الرئيس باراك أوباما وقد استقال في 14\5\2011.

## وصلات خارجية
- جورج ميتشل على موقع IMDb (الإنجليزية)
- جورج ميتشل على موقع الموسوعة البريطانية (الإنجليزية)
- جورج ميتشل على موقع مونزينجر (الألمانية)
- جورج ميتشل على موقع إن إن دي بي (الإنجليزية)

- جورج ميتشل محقق وصانع سلام